# چیویتلا پاجانیکو
چیویتلا پاجانیکو (به ایتالیایی: Civitella Paganico) یک کومونه در ایتالیا است که در استان گروستو واقع شده‌است.

## خصوصیات
چیویتلا پاجانیکو ۱۹۲٫۷ کیلومترمربع مساحت و ۳٬۲۹۱ نفر جمعیت دارد و ۳۲۹ متر بالاتر از سطح دریا واقع شده‌است.